# Josef Schatz (Politiker, 1905)
Josef Schatz (* 6. Februar 1905 in Amberg; † 3. Oktober 1993 ebenda) war ein deutscher Jurist und Politiker (BVP, später CSU).

## Leben und Beruf
Nach dem Abitur nahm Schatz ein Studium der Rechtswissenschaften auf, das er mit der Promotion zum Dr. jur. beendete. Er erhielt 1931 seine Zulassung als Rechtsanwalt und gründete 1932 eine eigene Kanzlei in Amberg. Von 1939 bis 1945 nahm er als Soldat am Zweiten Weltkrieg teil. Nach dem Kriegsende setzte er seine Tätigkeit als Rechtsanwalt fort.
Er war Mitglied der katholischen Studentenverbindung KSStV Alemannia München.

## Partei
Schatz hatte sich vor 1933 der BVP angeschlossen, die aber nach der Machtergreifung der Nationalsozialisten aufgelöst wurde. Da er während der Zeit der Weimarer Republik führend innerhalb der Bayernwacht, des bewaffneten Saalschutzverbandes der BVP, tätig gewesen war, wurde er nach 1933 politisch verfolgt und vorübergehend in „Schutzhaft“ genommen. Nach 1945 zählte Schatz zu den Mitbegründern der CSU in der Oberpfalz. Zeitweise war er Vorsitzender des CSU-Kreisverbandes Amberg.

## Abgeordneter
Schatz gehörte dem Deutschen Bundestag in dessen erster Legislaturperiode, also von 1949 bis 1953, an. Im Parlament vertrat er den Wahlkreis Amberg, in dem er mit 33,5 % der abgegebenen gültigen Stimmen direkt gewählt wurde.